# Offerfundet fra Egebak
Offerfundet fra Egebak eller Kultøkserne fra Egebak er et depotfund fra bronzealderen, der blev gjort i Jerslev øst for Brønderslev i Vendsyssel i Jylland.
De blev fundet på kanten af en lille ådal, der går ind i Jyske Ås.
Allerede i 1997 havde man i Viby på Sjælland fundet en kultøkse, der var sendt til Nationalmuseet og offentliggjort i 1978. Den type økser fra bronzealderen findes typisk i par, og man efterlyste derfor makkeren. Det lokale museum i Hjørring blev kontaktet, da man på gården Egebak havde en økse som lignede den efterlyste. Arkæologer undersøgte området, hvor den var fundet, og de fandt endnu en økse, der var lidt mindre. De arkæologiske udgravninger afslørede, at de to økser havde ligget oven på hinanden i en kasse fremstillet af bark. Den støre økse var 48 cm lang og vejede 7,1 kg, mens den lille var 46 cm lang og vejede 5,2 kg. Begge økser var dekoreret med et spiralmønster i tynd bronzetråd, der er støbt. Begge økser har et skaftrør, og i den ene var der rester af egetræ.
Økserne er dateret til omkring 1400 f.Kr. Det vil sige ældre bronzealder. Dengang var stedet, hvor de blev fundet, et øde og utilgængeligt vådområde, og de er sandsynligvis nedlagt som offergaver, da de er for store og for fine til at have tjent et praktisk formål.